# Едіт Сіґорні
Едіт Сіґорні (англ. Edith Sigourney; 15 травня 1895 — 2 грудня 1982) — колишня американська тенісистка.
Найвищим досягненням на турнірах Великого шолома був фінал в парному розряді.

## Фінали турнірів Великого шолома

### Парний розряд: (1 поразка)
| Результат | Рік  | Турнір             | Покриття | Партнерка     | Суперниці                      | Рахунок       |
| --------- | ---- | ------------------ | -------- | ------------- | ------------------------------ | ------------- |
| Поразка   | 1922 | U.S. Championships | Трава    | Молла Маллорі | Гелен Віллс Маріон Зіндерштайн | 4–6, 9–7, 3–6 |